# ヴィリー・シュトフ
ヴィリー・シュトフ（ドイツ語: Willi Stoph, 1914年7月9日 - 1999年4月13日）は、ドイツ民主共和国の政治家。ドイツ民主共和国（東ドイツ）の閣僚評議会議長（首相）（1964年-1973年、1976年-1989年）、国家元首である国家評議会議長（1973年 - 1976年）を務めた。ドイツ民主共和国英雄の称号を持ち、軍人としての最終階級は上級大将。
1952年から1955年まで内相、1955年から1960年まで国防相を務めた。1960年5月、シュトフがナチズムを部分的に称賛していたことが西ドイツのマスコミに暴露されると国防相を解任されたが、その後も副首相には留まるなど、東ドイツの公職を歴任した。
1964年から1973年まで閣僚評議会議長、1976年まで国家元首として国家評議会議長、1989年秋まで再び閣僚評議会議長を務めた。
ドイツ再統一後の1989年12月から1990年2月まで、汚職の罪で初めて投獄された。1991年5月に、ベルリンの壁付近での殺人容疑で公判前勾留されたが、1993年8月に健康上の理由で釈放された。

## 人物

### 青年期
シュトフは1914年7月9日、ベルリンのシェーネベルクに労働者階級の家庭に生まれた。彼の父はその翌年、第一次世界大戦で死亡した。1920年から1928年まで国民学校に通った後、レンガ職人3年間の見習い期間を終え、職人試験を受けた。見習い期間終了後、彼は1934年まで失業したが、レンガ職人や臨時労働者としての短期間の仕事はあった。1930年代末、通信教育で建設技術者の資格を取得。一方で1928年に若きシュトフはドイツ共産主義青年同盟（Kommunistischer Jugendverband Deutschlands、略称：KJVD）に参加し、そして1931年彼はドイツ共産党（KPD）に入党した。党の情報部に所属し、ナチスに対する闘争に従事。
1938年4月2日に結婚。しかし1947年に離婚し、妻は西ベルリンに移った。数ヵ月後、彼は秘書と結婚し、彼女との間に4人の子供をもうけた。

### 軍歴
シュトフは、1935年から37年まで兵役でドイツ国防軍陸軍の砲兵連隊に入営。10月にブランデンブルク砲兵連隊に召集された。除隊後はベルリンの建築設計事務所で働いていたが、第二次世界大戦勃発後の1940年2月17日に砲兵第93連隊に徴兵された。彼は二級鉄十字章を授与され、同年一等兵に昇進した。1941年、ブルターニュの西部戦線から東部戦線に転属し、1942年に赤痢と黄疸にかかる。1943年に再び黄疸にかかり、そのため前線勤務に適さないとしてフランクフルトの予備隊に配属され、心筋症の認定を受けて1944年までそこに留まった。1943年には反ナチス組織の地下活動と連絡を取っていた。1945年2月、伍長に昇進する。同年4月21日にソ連軍の捕虜となるが、7月に脱走した。赤軍兵士は彼を7月中旬に釈放し、ヴリーツェン収容所とキュストリン収容所で短期間捕虜となった。1960年、シュトフが20年前に建築雑誌に発表した記事が知られるようになり、その中で彼はアドルフ・ヒトラーの誕生日パレードを絶賛し、軍事作戦の大衆精神を賞賛した。
脱走後はソ連兵に変装してベルリンに逃げ戻る。1946年にシュトフは自身をファシズムの犠牲者（OdF）としての認定を求め、ヴァイセンゼー管区庁の社会福祉事務所にあるOdF委員会に申請したが、彼がナチ党政権に対するレジスタンス活動を行ったとされる信頼できる証人の名前を挙げることができなかったため、却下された。にもかかわらず、シュトフは1958年に「ファシズムと闘った1933年から1945年の闘士」勲章（Medaille für Kämpfer gegen den Faschismus 1933 bis 1945）を授与されたが、SEDは1984年の70歳の誕生日に際して、彼をレジスタンスの闘士として彼を祝うことを控えた。建築設計事務所で働いた経験を生かし、共産党の建築部長となった。1948年には党執行部経済政策部門の長となる。ドイツ民主共和国の建国後の1950年、シュトフはドイツ社会主義統一党（SED）中央委員、及び人民議会（Volkskammer）議員となった（この2つの肩書きは1989年のベルリンの壁崩壊に至るまで保持し続ける）。そして1950年 - 52年、彼は人民議会の経済委員会委員長、閣僚評議会の社会問題局局長を歴任し、国家保安省の創設と兵営人民警察（KVP）の組織化に関与した。

### 赤いプロイセン人

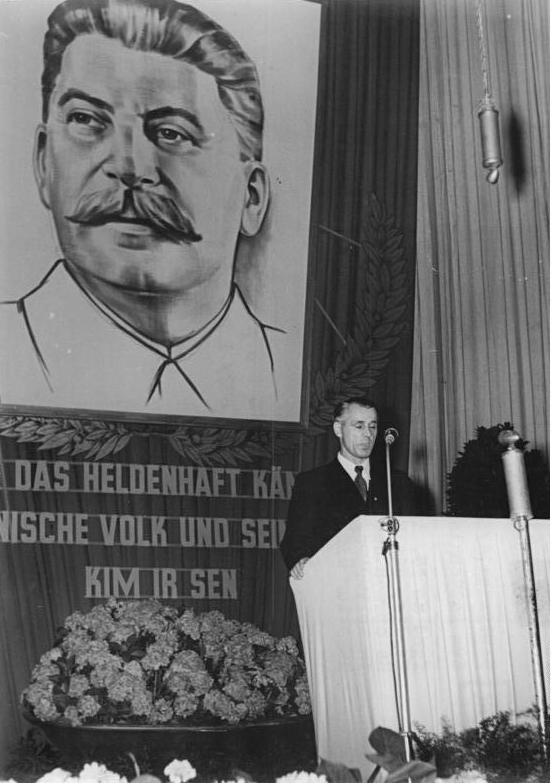
朝鮮人民共和国建国記念式典で演説するシュトフ (1952年東ベルリン)
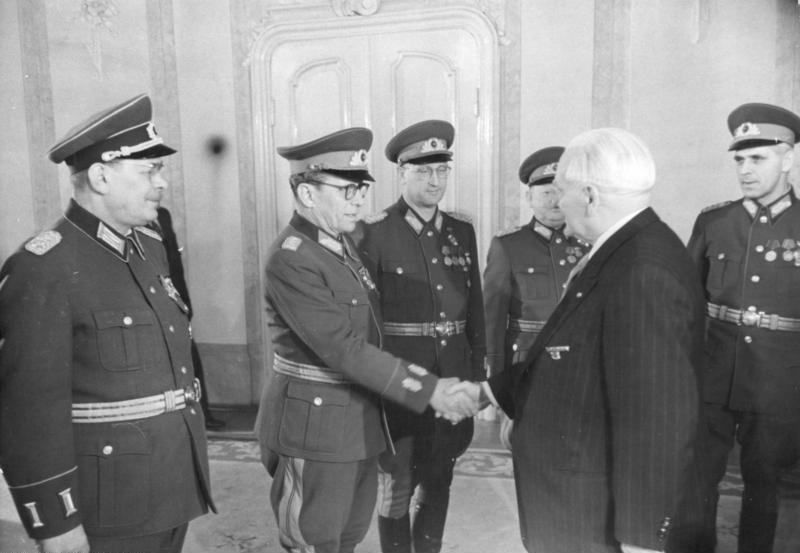
地上軍大将に就任したシュトフ（右端）

1952年 - 55年、彼は内相を務めた。この役職にあって、彼は東ドイツの全兵力に対する指揮権を公式に保有していた。そして1953年の「6月17日蜂起」を鎮圧後には、党中央委員会政治局員となった。1954年 - 62年、彼は閣僚評議会副議長（副首相）を務め、1955年からは、兵営人民警察、国家保安省、科学技術庁、核研究・核技術庁、そして「核エネルギー平和利用のための経済評議会」に対して責任を負っていた。
1956年 - 60年、東ドイツの再軍備に伴い彼は国防相をも務め、大将となり、1959年には上級大将に昇進した。そしてこの職にあって、ワルシャワ条約機構統合軍の副司令官を兼ねていた。しかし西ドイツのマスコミがシュトフのナチス政権時代の経歴を暴露し、その真偽を否定できなかったため、ホーネッカーとウルブリヒトはシュトフの国防相解任を決定した。1960年には、国家機関内における閣僚評議会及びSED中央委員会の決定の執行を調整し、統制することを任された。1962年 - 64年、首相のオットー・グローテヴォールの健康状態が悪化したため、閣僚評議会第一副議長（第一副首相）となり、1963年 - 64年に、国家評議会の委員を兼ねた。
1964年 - 73年、グローテヴォールが死去すると、1964年9月24日の人民議会によって、彼の後任としてドイツ民主共和国国家評議会議長代理の一人に選出された。後に閣僚評議会議長（首相）および国家評議会副議長を務めた。この間首相として、1967年に西ドイツ首相クルト・ゲオルク・キージンガーに東西両ドイツの交渉を呼びかける書簡を送付。1970年3月にはエアフルトとカッセルで後任の西ドイツ首相ヴィリー・ブラントとエアフルト及びカッセルで会談、平和や東西共存に向けた問題に歩み寄りは見せなかったものの、東西ドイツの指導者同士の初の会談として注目を浴びた。
ヴァルター・ウルブリヒトの死後の1973年、シュトフは国家評議会議長、即ち共和国の国家元首となった。1976年の人民議会選挙の後、国家と党の指導部組織は再編され、シュトフは再度、閣僚評議会議長を務めた。ソ連に倣い、国家評議会議長の地位はSED書記長であるエーリッヒ・ホーネッカーが兼任した。シュトフは東ドイツにおいて教条主義的共産主義者で厳格な保守派とみなされ「赤いプロイセン人（Roter Preuße）」などとあだ名された。また、現代の歴史家ウルリッヒ・メヘラートによれば、シュトフはブレジネフに忠誠を誓う勢力に属する「反改革派」だった。

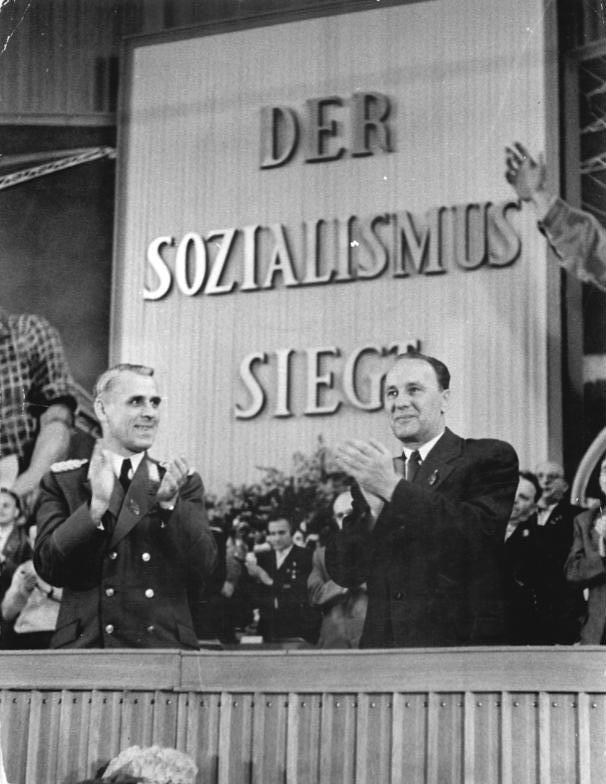
第3回SED党大会でのシュトフ国防相(左)とハンガリー社会主義労働者党のカーダール第一書記(右) (1958年)
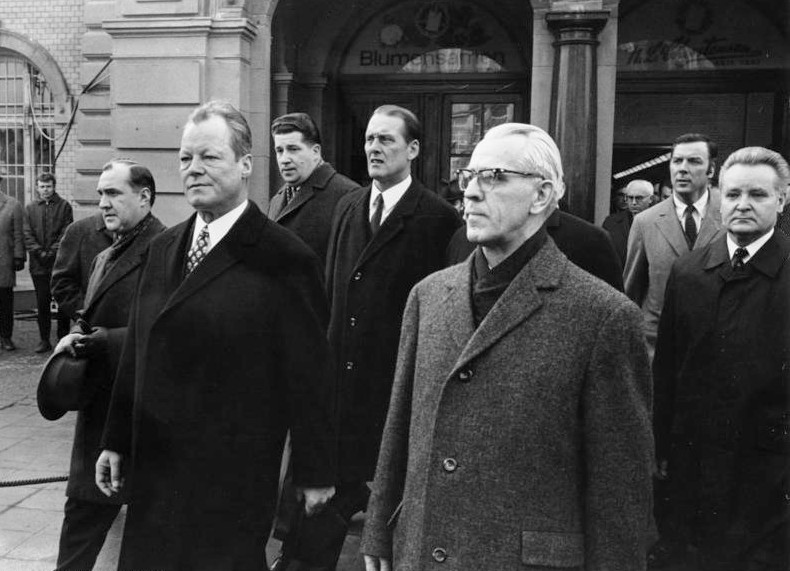
エアフルトで会見するブラント（前列左）とシュトフ（右）（1970年3月19日）
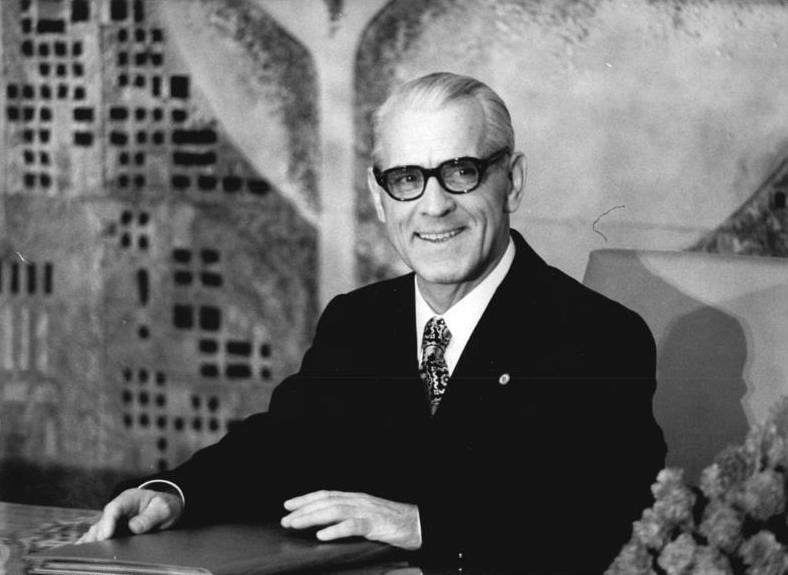
国家評議会議長に就任したシュトフ(1973年10月3日）
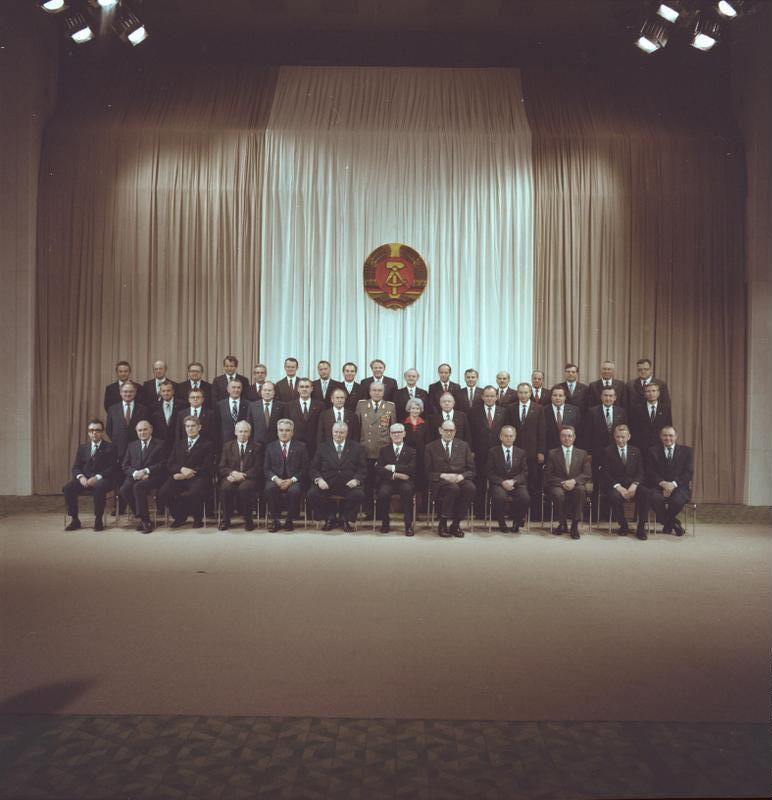
シュトフ内閣（閣僚評議会）のメンバー（1981年）

### 没落

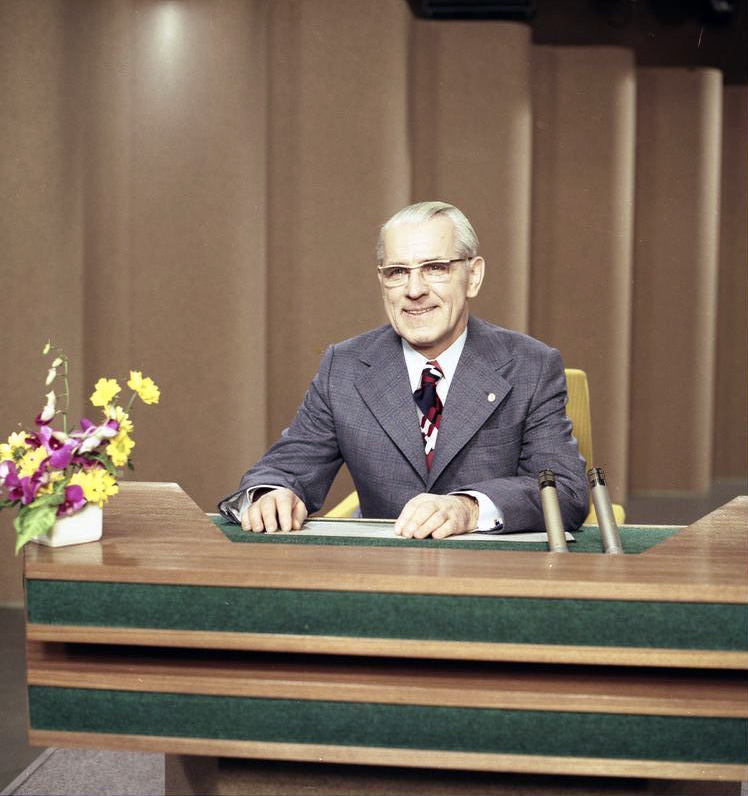
新年のスピーチ (1974年)

一連の東欧革命により東ドイツでも西側への市民の逃亡やデモ行進が相次ぎ、SEDの党内からもホーネッカーに対する反発が増してきた中、1989年10月17日の政治局会議でシュトフは突如「エーリッヒ、ちょっと発言が」と言うと、続いて「ホーネッカー同志の書記長解任、およびミッターク、ヘルマン同志の解職を提案したい」と述べ、ホーネッカーに引導を渡す役割を演じた。結局解任動議は可決され、翌日の党中央委員会でホーネッカーは辞任した。
党内改革派を名乗るホーネッカーの後任エゴン・クレンツ書記長やハンス・モドロウ（党ドレスデン地区委員会第一書記）、さらには国民からの圧力により、11月7日にシュトフと44人の閣僚は総辞職した。11月8日、党中央委員会はモドロウをシュトフの後継として選出し、その翌日にベルリンの壁が崩壊した。

### 逮捕
シュトフは人民議会での演説で東ドイツの失政の責任をホーネッカーに押し付けようと試みたが、1989年12月にはSEDを除名され、失政と汚職の容疑で逮捕された。この捜査では、彼がミューリッツ湖東岸の国立公園内に私有していた狩猟用の別荘が発見された。敷地には9つのガレージがあり、ミューリッツ湖からシュペッカー湖までの2キロの水路は彼のために掘られたものだった。シュトフは、この他にもシュペッカー湖の近くに広大な果樹園と温室、オレンジ、レモン、ミカンの木を擁する一族の屋敷を建てており、そのための警備と園芸のスタッフを増員していた。1990年2月に健康上の理由から保釈された。彼はソ連に政治亡命を希望したが、ソ連側は何の反応も示さなかった。
東西ドイツ再統一後の1991年、ベルリンの壁で死んだ犠牲者に対する殺人容疑で再び逮捕された。しかし再び健康上の理由で翌年8月に釈放された。翌年11月11日、ベルリン地方裁判所は、シュトフ、ホーネッカー、ミールケに対する裁判を開始した。シュトフは病気のため裁判には出席しなかった。結局裁判所の判断により、この裁判は最終的に審理停止となった。1994年10月14日、ベルリンの法廷は彼の20万ドイツマルクの資産を没収する決定をした。シュトフは1999年4月13日にベルリンで死去した。ヴィルダウに埋葬された。